# Caryophyllia crosnieri
Espèce
Statut CITES
Caryophyllia crosnieri est une espèce de coraux appartenant à la famille des Caryophylliidae.

## Description et caractéristiques
Chez ce corail le corallum est cératoïde, droit à légèrement courbé, et fixé par un pédicelle robuste. Sa surface est granuleuse et porcelaineuse. Il est brun jaunâtre, plus foncé vers le bord calicinal, tandis que la base et le pédicelle sont blancs.
L’organisation septale est hexamérale avec 48 septa répartis en quatre cycles. Les septa de premier ordre (S1), les plus saillants, atteignent la columelle, tandis que les S2, S3 et S4 sont de taille décroissante, avec des bords parfois sinueux. Les S4 fusionnent parfois aux septes voisins, formant de petites structures triangulaires. La fosse est profonde et contient une columelle fasciculée composée de 7 à 12 éléments torsadés.
Caryophyllia crosnieri se distingue de ses congénères de Nouvelle-Calédonie et d'Australie par la présence de S1 bien développés qui séparent une paire de pali. Cette espèce possède des pali de petite taille disposés en paires.

## Systématique
Le nom valide complet (avec auteur) de ce taxon est Caryophyllia (Caryophyllia) crosnieri Cairns & Zibrowius, 1997.
Caryophyllia (Caryophyllia) crosnieri a pour synonymes :
- Caryophyllia (Caryophyllia) elongata Cairns in Cairns & Keller, 1993
- Caryophyllia crosnieri Cairns & Zibrowius, 1997
- Caryophyllia elongata Cairns in Cairns & Keller, 1993

## Publication originale
- Cairns, S.D. & H. Zibrowius. (1997). Cnidaria Anthozoa: Azooxanthellate Scleractinia from the Philippine and Indonesian regions. in: Crosnier, A. et al. (Ed.) Résultats des Campagnes MUSORSTOM 16. Campagne Franco-Indonésienne KARUBAR. Mémoires du Muséum national d'Histoire naturelle. Série A, Zoologie. 172: 27-244. lire

## Habitat et répartition
Cette espèce a été recensée entre 133 m (sur les côtes australiennes) et 1434 m (en Nouvelle-Calédonie), et plus précisément :
- Nouvelle-Calédonie[2], 165–1434 m (mais plus commun entre 165 et 640 m) ;
- plateau de Madagascar[4],[5], entre 630 et 680 m ;
- Nouvelle-Zélande au niveau de la ride de Kermadec de Raoul à l'île Curtis et dans la partie nord de la ride des Three Kings[5], entre 165 et 590 m ;
- Philippines et Indonésie[2], entre 206 et 330 m ;
- Monts sous-marins australiens, côtes nord-est et ouest, entre 133 et 1400 m ;
- Wallis et Futuna[6], entre 550 et 600 m ;
- région de Vanuatu[6], entre 366 et 536 m.

## Menaces
Cette espèce est citée à l'annexe II de la CITES qui comprend des espèces qui, bien que non menacées d'extinction, nécessitent un commerce contrôlé pour éviter leur surexploitation, permettant ainsi des permis d'exportation sous certaines conditions.